# Turismul în Slovenia
Trei dintre cele mai importante obiective turistice ale Sloveniei sunt în Bled. Castelul Bled și-a început existența ca un turn roman, care fusese ridicat în anul 1004, când împăratul german Henrik al II-lea i-a oferit cadou zona episcopului Albuin de Brixen. În Evul Mediu, au fost adăugate alte turnuri și fortificații. Alte clădiri au fost construite in perioada barocă, pentru a completa dezvoltarea castelului. Castelul se află pe vârful unei stânci, în partea de nord a orașului și este o clădire roșie pitorească, adăpostind un muzeu ce expune istoria castelului și multe obiecte medievale.
Alt obiectiv este insula de pe lacul Bled. Pe această insulă se află o bisericuță ce datează din secolul al X-lea și care poartă hramul Sfintei Maria. Există o tradiție care spune ca acel bărbat care își duce mireasa în brațe cele 99 de trepte, de la docuri până la biserică, va avea o căsătorie fericită.

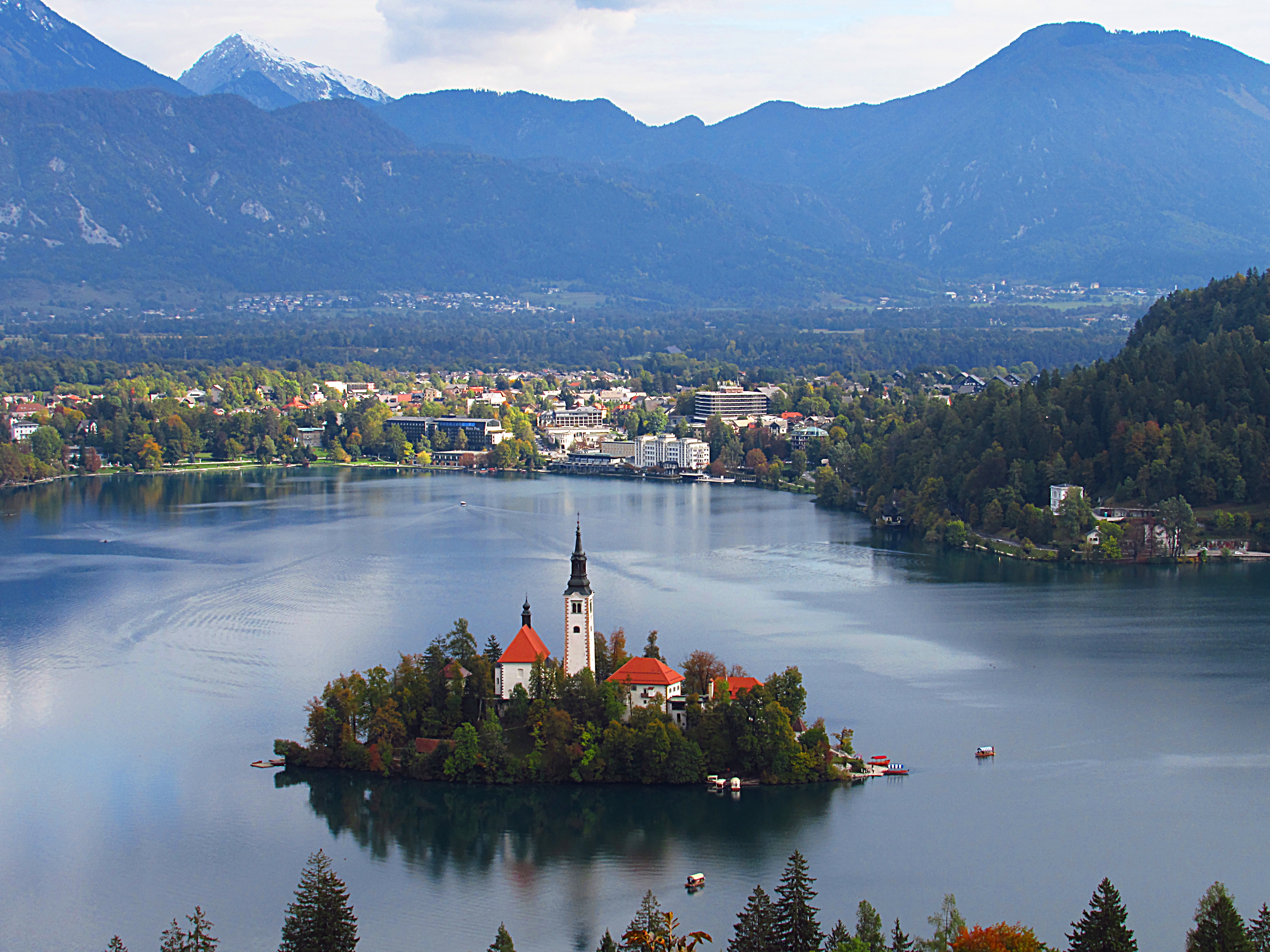
Lacul Bled

Lacul Bled se afla în Alpii Iulieni din nord-vestul Sloveniei, în apropiere de orașul cu același nume. Este o destinație turistică foarte populară. Peisagistic, lacul de origine glaciară este de o frumusețe aparte, fiind înconjurat de munți și păduri. Pe lac se pot face plimbări cu barca sau caiacul.
Capitala Sloveniei (Ljubljana) găzduiește alte două obiective importante: Catedrala Sf. Nicolae și Piața Orașului.
Catedrala Sf. Nicolae a fost construită între anii 1701 si 1708 in stil baroc. În 1836 a fost ridicată cupola, iar în 1996, în cinstea vizitei Papei Ioan Paul al II-lea au fost adăugate două porți noi de bronz.
Poarta principală relatează povestea creștinătății în Slovenia, iar cealaltă poartă arată istoria diocezei Ljubljana. Catedrala se află lângă piața Vodnikov.
Piața orașului cuprinde adevăratul centru vechi. Este împânzită de case construite în stil baroc, cu fațade ornamentate. Casele au curți interioare, cu acces prin pasaje înguste. La parterul clădirilor se află magazine, buticuri și restaurante.
Peșterile din Škocjan se află pe lista patrimoniului mondial UNESCO din 1986.